# Tununak
Tununak – jednostka osadnicza w Stanach Zjednoczonych, w stanie Alaska, w okręgu Bethel.